# Kim Ye-seul
Kim Ye-seul (kor. 김예슬; ur. 21 lutego 1990) – południowokoreańska zapaśniczka walcząca w stylu wolnym. Brązowa medalistka mistrzostw Azji w 2018 roku.